# Nemanja Nikolić
Nemanja Nikolić (en serbi ciríl·lic: Немања Николић; en hongarès: Nikolics Nemanja; nascut el 31 de desembre de 1987) és un futbolista professional hongarès que juga com a davanter pel club Legia de Varsòvia de l'Ekstraklasa polonesa. Nascut a Sèrbia, ha triat representar la selecció hongaresa de futbol.
El 31 de maig de 2016 es va anunciar que el seleccionador Bernd Storck l'havia inclòs en l'equip definitiu d'Hongria per disputar l'Eurocopa 2016.